# Percnobracon pampeanus
Percnobracon pampeanus är en stekelart som beskrevs av Martinez 2006. Percnobracon pampeanus ingår i släktet Percnobracon och familjen bracksteklar. Inga underarter finns listade i Catalogue of Life.